# Fond Figues River
Der Fond Figues River ist ein Fluss im Osten von Dominica im Parish Saint David.

## Geographie
Der Fond Figues River entspringt mit mehreren Quellbächen in den Nordausläufern des Morne Trois Pitons, im Central Forest Reserve, wo die Berge die Grenze zu den Parishes Saint Joseph und Saint Paul bilden. Er folgt dem Höhenrücken Fond Figues, der sich von D'LEau Manioc nach Westen zieht und das Tal vom Tal des MacLauchlin River im Norden trennt.
Der Fluss verläuft stetig nach Osten und mündet nach einer kleinen Südkurve bei Fond Melle in den Belle Fille River.